# John Cockerill

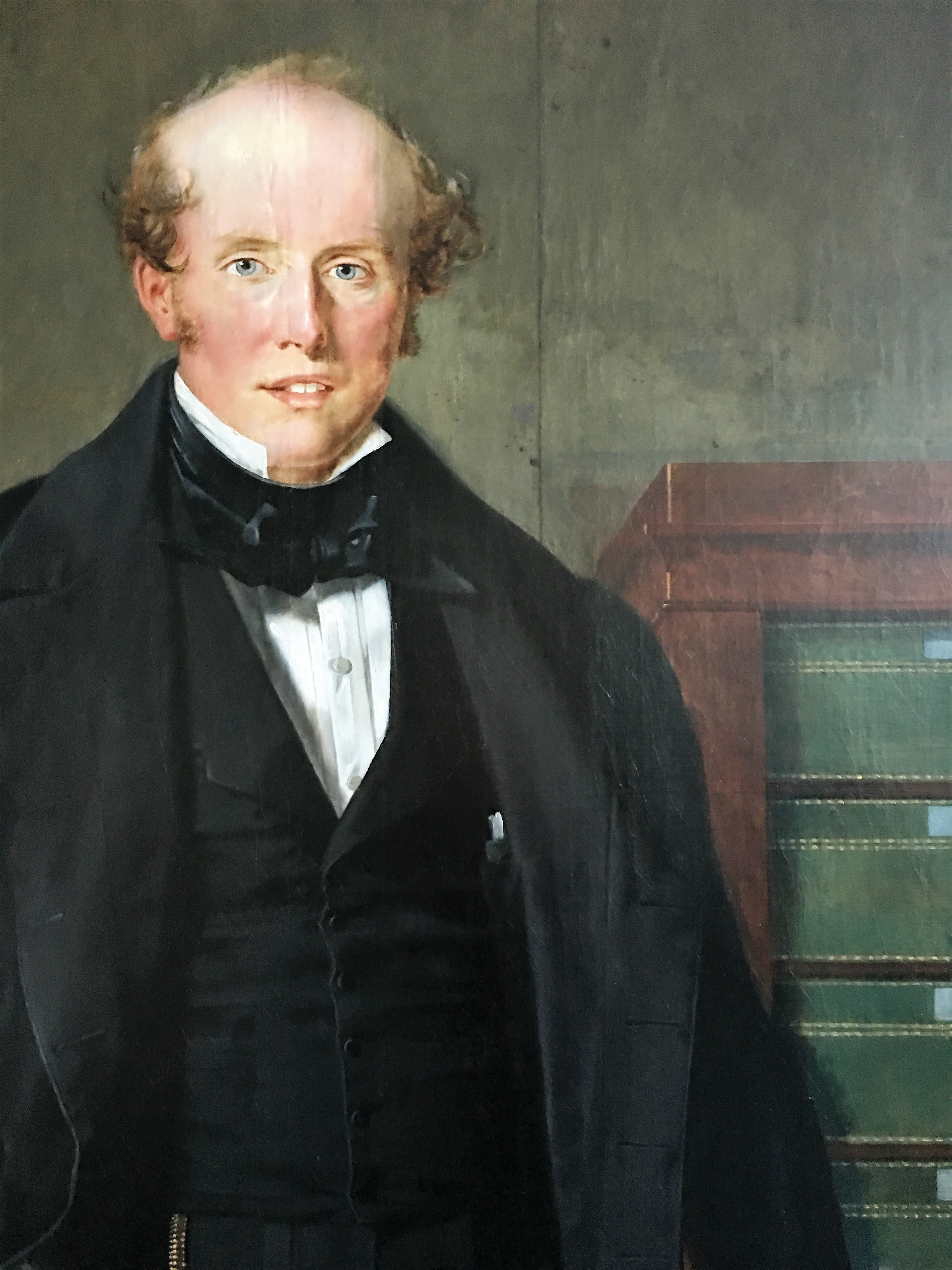
John Cockerill

John Cockerill (* 3. August 1790 in Haslingden, Lancashire, England; † 19. Juni 1840 in Warschau, Kongresspolen) war ein belgischer Unternehmer.

## Leben
John Cockerill war der Sohn des in England geborenen und in Verviers und Lüttich tätigen Maschinenfabrikanten William Cockerill, Senior und dessen Ehefrau Elisabeth (genannt Betty) Charles sowie ein Bruder von William Cockerill, Junior und James Cockerill. Bereits als Junge von zwölf Jahren trat John in die von seinem Vater 1797 in Verviers gegründete Textilmaschinenfabrik ein, die er 1807 gemeinsam mit seinem älteren Bruder James übernahm, als ihr Vater in Lüttich ein neues Werk errichtete. 1810 folgte John dem Vater nach und übernahm zunächst die technische Leitung der Fabrik und schließlich im Jahr 1813 zusammen mit seinem Bruder James die Gesamtleitung. Zwei Jahre zuvor wurde John Cockerill, seinem Vater und seinem Bruder James in Anerkennung ihrer Leistungen die französische Staatsbürgerschaft verliehen. Nachdem John Cockerill im Jahr 1817 vom niederländischen König Wilhelm I. auch das Schloss von Seraing erworben und dieses zum zentralen Hauptwerk für Eisenherstellung umfunktioniert hatte, bauten die Brüder hier die größte Eisengießerei und Maschinenfabrik Europas auf, die den Grundstein für die Entwicklung eines weitverzweigten Unternehmens bildete und aus der sich später die Cockerill-Sambre entwickelte, deren Hauptabsatzmarkt Frankreich sein sollte. Die Investitionen beliefen sich auf 17 Millionen Französische Francs. Neben den beiden Steinkohlegruben und einer Erzgrube, wurden Hochöfen, ein Stahl- und Walzwerk, eine Kesselschmiede und eine Maschinenfabrik betrieben. Im Cockerillschen Unternehmen waren ca. 2500 Personen beschäftigt.

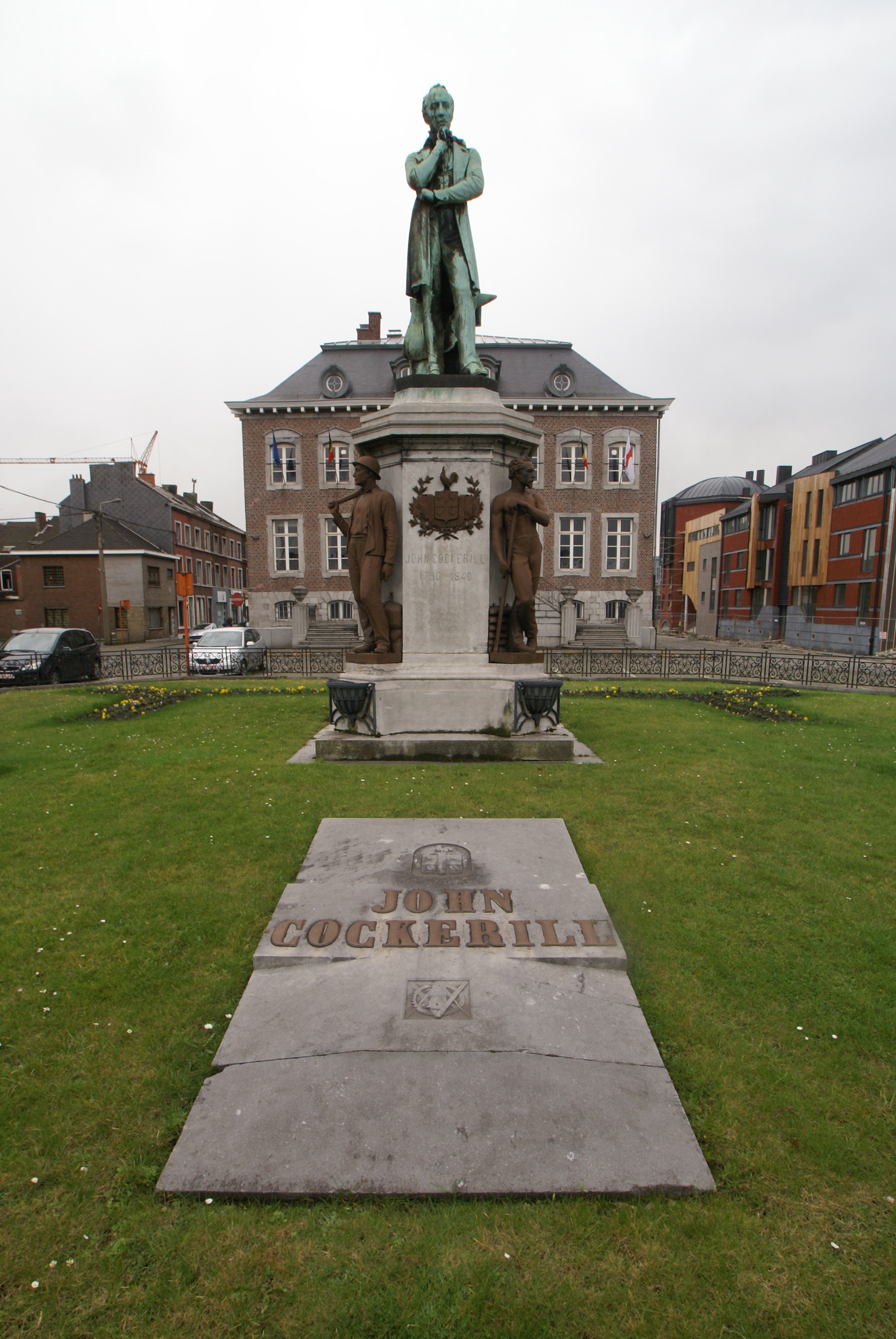
Denkmal für John Cockerill vor dem Rathaus von Seraing

Im Jahr 1823 verließ James Cockerill das gemeinsame Unternehmen, um seine Aktivitäten mehr auf den Aachener und Stolberger Raum zu konzentrieren. Seine Besitzanteile verkaufte er dem König des Niederlande. Dadurch erhielt Cockerill in den folgenden Jahren finanzielle Unterstützung sowohl vom niederländischen Königshaus als auch von der niederländischen Regierung. Im Rahmen eines Großauftrags produzierte er nun unter anderem für den niederländischen Werft-Inhaber Gerhard Moritz Roentgen, die niederländische Marine und die Rhein-Main-Schifffahrtsgesellschaft. Nachdem sich im Verlauf der belgischen Revolution der niederländische König Wilhelm I. aus dem Unternehmen zurückzog, übernahm John Cockerill dessen Anteile, doch weitere Schwierigkeiten im Rahmen der postrevolutionären Rezession gefährdeten das aufgeblähte Unternehmen.
Cockerill gilt als ein Wegbereiter der Industrialisierung Belgiens. Er starb 1840 überraschend an den Folgen einer Typhuserkrankung in Warschau auf der Rückreise von einer Geschäftsreise nach St. Petersburg. Der kinderlose John Cockerill hatte bereits Jahre zuvor testamentarisch festgelegt, dass seine Unternehmensanteile sowie die Geschäftsleitung seinem persönlichen Sekretär und Schwiegersohn seines Bruders James, Barthold Suermondt, dessen Vater Ĳman Dirk Christiaan (1792–1871) seit vielen Jahren ebenfalls Anteilseigner des Unternehmens war, zufallen und das Cockerill’sche Gesamtvermögen auf Barthold und dessen Brüder aufgeteilt werden solle.

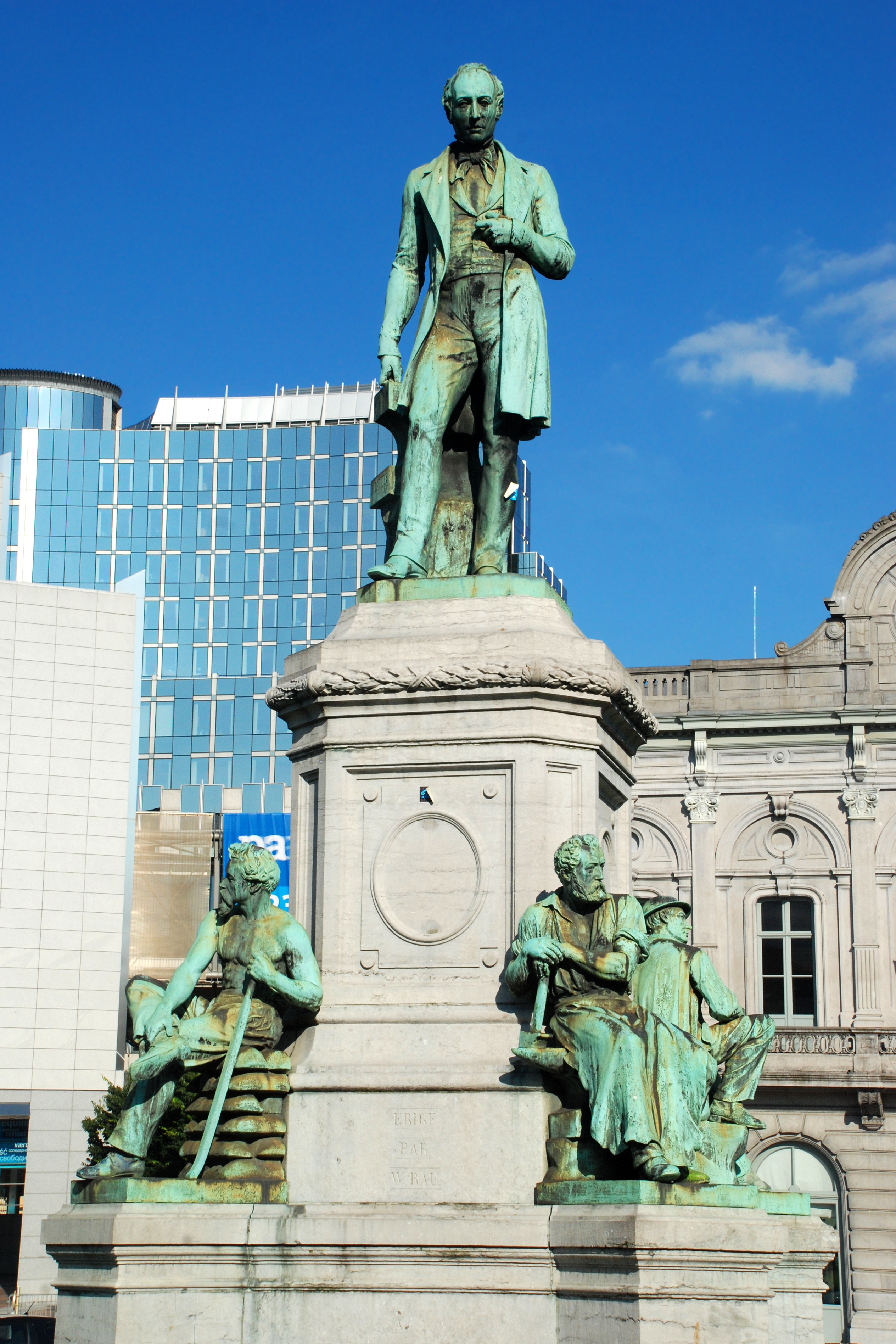
Denkmal für John Cockerill vor dem Bahnhof Luxembourg in Brüssel

John Cockerill heiratete im September 1813 im Rahmen einer Doppelhochzeit Johanna Friederike Pastor (1795–1850), während sein Bruder James deren Schwester Caroline Elisabeth Pastor (1791–1836) zur Frau nahm. Die Ehe von John und Johanna Cockerill blieb kinderlos. John Cockerill wurde nach seinem plötzlichen Tod zunächst in Warschau beigesetzt, 1867 aber nach Seraing überführt und auf dem Schlosshof endgültig beerdigt. Einige Jahre später erbaute die Stadt Seraing für ihren bedeutendsten Bürger ein monumentales Denkmal auf der Grand-Place, das am 22. Oktober 1871 eingeweiht wurde. Ein weiteres Denkmal wurde ihm in Ixelles/Elsene gegenüber der Gare de Luxembourg errichtet, und in Lüttich wurde ein Platz an der Maas nach ihm benannt.

## Wirken
Zusammen mit seinem Bruder James richtete John Cockerill 1814 in einer ehemaligen Kaserne in Berlin eine moderne Wollspinnerei und Maschinenbaufabrik ein und trug maßgeblich zum Fortschritt der Berliner Wirtschaft bei. Während in der Spinnerei feinste Garne für edle Tuche hergestellt wurden, produzierte die Maschinenfabrik ein breites Spektrum von modernen Maschinen und Werkzeugen hauptsächlich zur Textilproduktion, die in Preußen und außerhalb guten Absatz fanden und wesentlich dazu beitrugen, die preußische Wirtschaft zu modernisieren. Nachdem im November 1831 durch einen Brand ein Großteil der Berliner Werke zerstört worden war, bauten die Brüder John und James die Fabrik zwar wieder auf, aber bedingt durch bürokratische Hindernisse sahen sie sich veranlasst, 1836 ihr Berliner Engagement zu beenden und die Fabrikanlagen zu verkaufen.
Im Jahre 1832 kaufte Cockerill die Blei- und Zinkerzgrube Herrenberg zwischen Verlautenheide und Haaren. In unmittelbarer Nähe zur Grube James, die seinem Bruder gehörte, gründete er 1837 die St.-Heinrich-Zinkhütte in Münsterbusch. Ein Jahr später brachte John Cockerill seine Anteile an der St.-Heinrich-Zinkhütte, das Bergwerk Herrenberg und anderen Grubenbesitz in die neu entstandene Metallurgische Gesellschaft zu Stolberg ein. Zu den weiteren Gründungen gehörten Schwermaschinenfabriken sowie Papier- und Glasfabriken. Insgesamt umfasste das Cockerillsche Unternehmen etwa 60 verschiedene Betriebe in Belgien, Frankreich, Spanien, Deutschland, Polen und Russland.

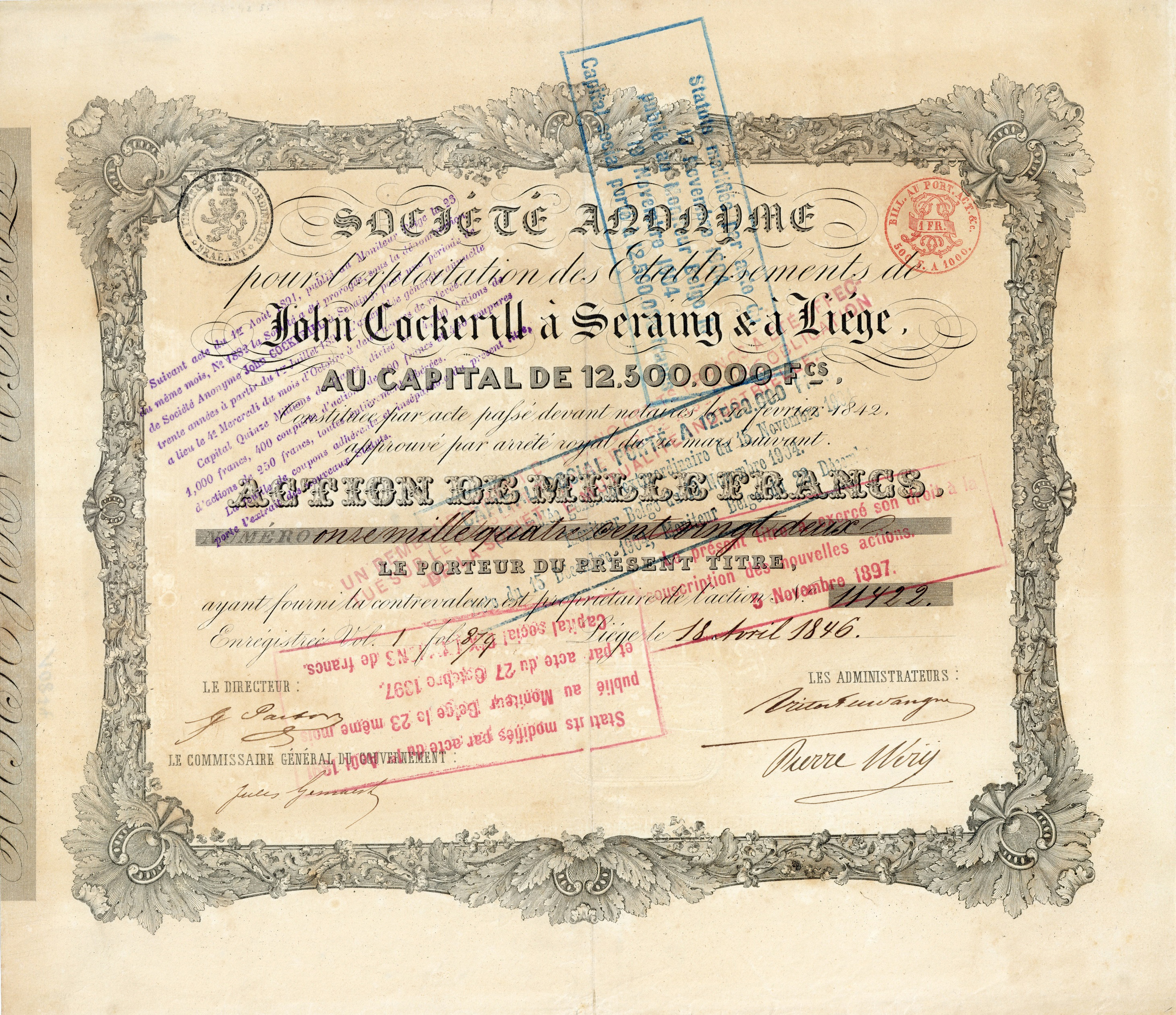
Aktie der S.A. pour l’Exploitation des Etablissements de John Cockerill à Seraing & à Liège, ausgestellt am 18. April 1846 in Lüttich, im Original unterschrieben von Konrad Gustav Pastor als Generaldirektor

Der Stammsitz in Seraing wurde mit einem Anfangskapital von 17 Millionen Französischen Francs gegründet. Neben Bergwerken (Kohle und Erz) und einem Hüttenwerk wurden ein Stahl- und Walzwerk, eine Kesselschmiede und eine Maschinenfabrik betrieben. 22 Dampfmaschinen waren im Einsatz, das Werk beschäftigte 2500 Menschen. 1829 ernannte Cockerill den Cousin seiner Frau, Konrad Gustav Pastor, zum Generaldirektor. Das 1831 nach der Belgischen Revolution erfolgte Ausscheren Belgiens aus dem Verbund des Königreichs der Niederlande hatte auch für das Cockerillsche Unternehmen weitreichende Bedeutung. Das Werk musste von Grund auf neu organisiert und gestrafft werden, während zugleich neue Geldgeber und Aufträge eingeholt werden mussten.
In der nun aufkommenden Eisenbahnindustrie gilt Cockerill als einer der Pioniere auf dem europäischen Festland. Er lieferte sowohl die Schienen für die erste kontinentaleuropäische Bahnlinie von Brüssel nach Mechelen als auch die erste nach dem Vorbild von George Stephensons Lokomotive Rocket in Kontinentaleuropa gefertigte Dampflokomotive (genannt Le Belge, montiert von Johann Heinrich Ehrhardt), die ab 1835 auf der genannten Strecke verkehrte.
Cockerill war einer der Hauptgründer der Banque de Belgique (Belgische Bank). Seine englische Herkunft und seine ausgedehnten europaweiten Aktivitäten erregten jedoch Argwohn, als 1838 der außenpolitische Konflikt mit den Niederlanden erneut zu eskalieren drohte und die Interventionsmächte Großbritannien und Frankreich zum Handeln aufrief. Die Bank litt wirtschaftlich unter dem Vertrauensverlust und musste 1839 ihre Zahlungen einstellen, was Cockerill selbst und sein Unternehmen in finanzielle Schwierigkeiten brachte. Über sein Vermögen wurde das Liquidationsverfahren eröffnet. Als Bevollmächtigten konnte Cockerill einen anderen Cousin seiner Frau, den Aachener Tuchfabrikanten und Präsidenten der Handelskammer Aachen, Philipp Heinrich Pastor, einsetzen.

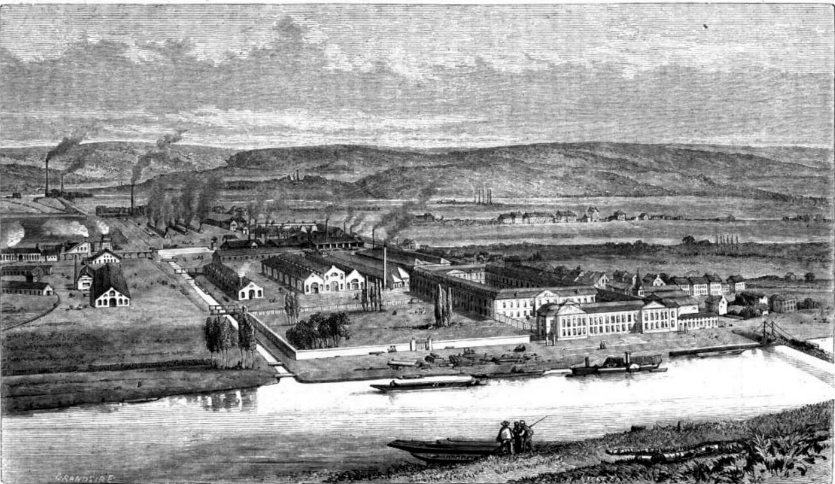
Stammsitz, Schloss und Hauptwerk in Seraing

Cockerill erlebte die Liquidation und den anschließenden Neuanfang des Unternehmens nicht mehr. Dem Generaldirektor Konrad Gustav Pastor gelang es zusammen mit dem als Nachfolger John Cockerills testamentarisch eingesetzten Barthold Suermondt, den Kern des Unternehmens zu retten und auf der Grundlage der Serainger Anlagen die Société Anonyme des Etablissements John Cockerill zu bilden, abgekürzt S. A. Cockerill, die in den Folgejahren erneut zu einem Unternehmen mit Weltruf aufstieg. Pastor führte zahlreiche technische Neuerungen, wie beispielsweise die Koks-Hochöfen ein. Er war auf dem Festland einer der Ersten, der das Bessemer-Verfahren anwendete.
Cockerills bedeutendstes Unternehmen wurde das belgische Montanunternehmen S. A. Cockerill-Ougrée, das später als Cockerill-Sambre firmierte. Dieses Unternehmen wurde 1998 in die französische Usinor integriert, die 2002 im Arcelor-Konzern aufging. Bis heute wird die Tradition des Namens Cockerill von der John Cockerill Group weitergeführt.